# Haus Laboratories
A Haus Laboratories (a termékek írásmódja szerint HAUS LABORATORIES, rövidítve Haus Labs) egy vegán és állatkísérlet-mentes kozmetikai márka, melyet Lady Gaga amerikai énekesnő alapított 2019. szeptember 17-én. Ez az első nagyobb szépségápolási termékcsalád, amely kizárólag az Amazonon keresztül indult, és kilenc országban jelent meg, köztük az Egyesült Királyságban, az Egyesült Államokban, Franciaországban, Japánban és Németországban. Az első termékek között megtalálhatók voltak ajakfestékek, szájfények és különféle csillámfestékek. A vállalat küldetése a kedvesség, a bátorság és a kreativitás terjesztése az önkifejezés és az újrafelfedezés eszközeinek biztosításával.
A Haus Laboratories eredetileg 2012-ben parfüm márkaként indult, az 1904-ben alapított amerikai multinacionális cég, a Coty, Inc. közreműködésével, amely több márka birtoklásáról is ismert. Első illatuk, a Fame ugyanabban az évben jelent meg, míg az Eau de Gaga nevű második parfümjüket 2014-ben dobták piacra.

## Háttér
2018 februárjában Gaga a „Haus Beauty” és a „Haus Labs” nevekre védjegykérelmet nyújtott be cégén, az Ate My Heart Inc.-n keresztül. Később, a 2019 májusában megrendezett Met-gálán a rajongók gyanakodni kezdtek arra, hogy az általa használt smink egy előzetes bemutató. Emellett Gaga a #HausBeauty hashtaget több bejegyzésén is használta Instagramján. A Haus Laboratories Gaga első egyéni kozmetikai márkája. Korábban együttműködött a MAC Cosmetics-szel a Viva Glam Lipstick 2011 kampányuk során, egy Nick Knight által rendezett videóval. 2012 és 2014 között Gaga két illatot, a Fame-et és az Eau de Gagát bocsátotta ki a Haus Laboratories-en keresztül, a Coty, Inc. céggel együttműködésben.
A márkanevet Gaga egykori manhattani zenész időszaka ihlette, és az egyéniség fontosságának szellemét hordozza magában, és ezt a merész smink és body art révén fejezi ki. Ezenkívül a kizárólag az Amazon-on történő értékesítésről szóló döntés a Haus Labs önelfogadással és önbizalommal kapcsolatos üzenetein alapult. Gaga a The Business of Fashion interjúban kijelentette, hogy a partnerség az Amazonnal azért jött létre, mert csak ők engedték meg neki, hogy egy márkát ezekkel az elvekkel forgalmazzon: „Ha nincs üzenet az önelfogadásról, nincs üzlet.”
A Gaga által összeállított csapat 15 emberből áll, úgymint az LVMH tulajdonában lévő Milk Makeup és Benefit Cosmetics veteránjai, Gaga sminkese, Sarah Tanno, aki a márka globális művészeti vezetője; valamint Ben Jones, a The Honest Company és Zynga egykori ügyvezetője, aki vezérigazgatója a vállalatnak. Emellett Gaga támogatást szerzett a Lightspeed Venture Partners-től, amely olyan vállalatok befektetője, mint a Goop és a Stitch Fix.

## Kezdetek
A Haus Labs első termékei 2019. július 15-én váltak előrendelhetővé az Amazon Prime tagjai számára, de csak szeptemberben kerültek piacra. A hivatalos induláshoz Gaga egy 500 vendégből álló „Haus Party” elnevezésű partit rendezett 2019. szeptember 16-án, Santa Monicában. Beszéde során Gaga azt mondta, hogy „nem csak egy sminket indítunk. Ez egy varázslatos támadás a világ ellen, amely elfogadó, alázatos, bátor és mindenekelőtt kedves. Nem számít, minek vallod magad, mindenkit szeretettel várunk a Haus Laboratoriesnál.” Kilenc országban, köztük az Egyesült Államokban, Franciaországban és Németországban egyidejűleg indították útjára az Amazonon, míg más országok vásárlói a vállalat globális üzletéből, a hauslabs.com-on keresztül rendelhettek.

## Termékek
2019. szeptember 17-én a Haus Laboratories piacra dobta az első termékeketː hat készletet, amelyek egyenként három terméket tartalmaztak: Glam Attack (csillámfesték), R.I.P. ajakfesték és a Le Riot ajakfény. Az 1980-as évek bálkultúra-színterének házai ihlették, amelyeket a Párizs lángjai (1990) című dokumentumfilmben és a Pose című televíziós sorozatban láthattunk. Ezek a készletek a Haus of Chained Ballerina, a Haus of Goddess, a Haus of Bitch, a Haus of Rockstar, a Haus of Dynasty, és a Haus of Metal Head neveket kapták. November 14-én a brand bejelentette, hogy elindítják első ünnepi kollekciójukat Cosmic Love címmel új formulával, csillogóbb ajakfestéssel, szájfénnyel és csillámporokkal. November 18-án egy új készletet is piacra dobtak Haus of Angel Baby néven.
2020. május 19-én a Haus Labs piacra dobta a Stupid Love palettát 18 új árnyalattal, Gaga hatodik Chromatica (2020) című stúdióalbumáról származó nevekkel. Eye-Dentify néven 2020. augusztus 4-én kiadták új kollekciójukat a gélceruzás szemceruzákból 20 különböző árnyalatban és 3 különböző véggel – matt, csillogó és fémes. Gaga és Ariana Grande egyaránt viselték a Rain on Me című dalhoz készült videóklipben. 2020. október 6-án a Haus Labs megjelentette a Head Rush, pirosító és highlighter duót, valamint a barnító és highlighter Heat Spell-t. A pirosító hét duó szettben, a barnító pedig ötben érkezett. A Refinery29-nek adott interjújában Gaga kijelentette, hogy „selymes porrá formáztuk őket, amely tiszta, építhető felületet hagy gazdag, kacér színárnyalatokkal és fénysugárral.”

### Árak
A Haus Laboratories első termékeinek ára 16 és 49 dollár között mozgott. A szájfény 16 dollárba került, míg egy paletta a szem, az ajkak és az arc számára 49 dollár volt. Nicole Quinn a Lightspeed Venture Partners részéről kijelentette, hogy úgy döntöttek, hogy csökkentik az árakat, hogy minél több ember vásárolhassa meg őket mondván: „ez azt jelenti, hogy a Gaga közönségének sokkal nagyobb százalékához elérhetünk.” Első évfordulóját ünnepelve a márka 2020. július 14. és július 20. között 30 százalékos kedvezménnyel kínálta termékeit az Amazonon.

## Marketing
A márka bemutatkozó videójaként kiadták az „Our Haus. Your Rules.” című egyperces kisvideót, melyet Daniel Sannwald rendezett. Gaga arra bátorítja az embereket, hogy sminkgyűjteményével legyenek önmaguk és egyediek, amit merész smink és testművészet révén fejezzenek ki. A videóban a Babylon című dal egy korábbi verziója szólt, melyet Gaga készített Bloodpop, Tchami és Boys Noize együttműködésével. A Cosmic Love Holiday Collection első részét népszerűsítve a Haus Labs közzétett egy videót, amelyben Gaga és modellek az új termékeket viselik. 2020. május 18-án a márka közzétett egy videót Gagával olyan vendégek kíséretében, mint a RuPaul's Drag Race All Stars-ból Alaska Thunderfuck és Aquaria, valamint többek között a Youtuberek Aaliyah Jay és Patrick Starrr a Stupid Love című dalra tátognak, miközben az azonos nevű-szemhéjfesték palettát mutatják be. 2020. július 31-én közzétettek egy videót, amelyben Gaga az Eye-Dentify nevű gélceruzás szemceruzáit népszerűsíti.

## Filantróp tevékenység
A Haus Laboratories csatlakozott a Born This Way Alapítványhoz, egy nonprofit szervezethez, amelyet Gaga és édesanyja alapított 2012-ben, hogy felhívja a figyelmet a mentális egészségre. A Haus Labs hivatalos weboldalán minden fizetett tranzakció után 1 dollárt adományoznak az alapítvány számára.

## Lásd még
- Lady Gaga Fame
- Eau de Gaga

## Fordítás
- Ez a szócikk részben vagy egészben  a   Haus Laboratories című angol Wikipédia-szócikk fordításán alapul.  Az eredeti cikk szerkesztőit annak laptörténete sorolja fel. Ez a jelzés csupán a megfogalmazás eredetét és a szerzői jogokat jelzi, nem szolgál a cikkben szereplő információk forrásmegjelöléseként.